# Graham Wallas

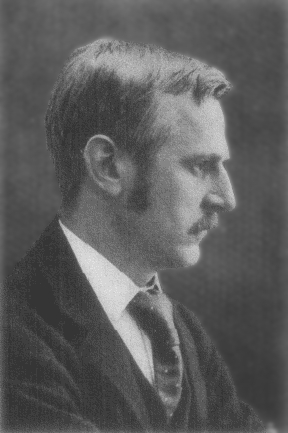
Graham Wallas.

Graham Wallas (Sunderland, 31 mei 1858 - 9 augustus 1932) was een Engels socialist, sociaal psycholoog, educatie-promotor en een leider van de Fabian Society. 

## Biografie
Wallas genoot zijn opleiding op de Shrewsbury School en aan het Corpus Christi College van de Universiteit van Oxford. In Oxford liet Wallas religie achter zich en werd hij een voorstander van het rationalisme. Hij gaf vervolgens les op de onafhankelijke Highgate School tot 1885. Op dat moment nam Wallas liever ontslag dan dat hij meedeed aan de eucharistie. Later werd hij voorzitter van de Rationalist Press Association, ter bevordering van het vrije denken en rationaliteit. 
Wallas werd in 1886 lid van de Fabian Society, in navolging van zijn kennissen Sidney Webb en George Bernard Shaw. In 1904 zei hij zijn lidmaatschap weer op in protest tegen de steun van de organisatie aan Joseph Chamberlains tariefbeleid. 
Vanaf 1895 gaf Wallas lezingen aan de nieuw opgerichte London School of Economics.